# 康杰
康杰（—1795年），字超凡,号双峰，河南涉县马布村人，是一名清朝政治人物。举人出身。乾隆十二年考取进士,历任江苏桃源、沛县、盐城、青浦等县（1783年接替郭良义任青浦县知县一职，1785年由黄玉瑚接任。）知县，后升邵州知州。